# MV Xelo
Xelo fue un petrolero con bandera de Guinea Ecuatorial que se hundió el 16 de abril de 2022 frente a las costas de Túnez.

## Hundimiento
El 16 de abril de 2022, el Xelo, que transportaba hasta 1000 toneladas de combustible desde Egipto a Malta, se hundió frente a la costa sureste de Túnez. El barco sufrió un mal clima frente a las costas de Túnez, lo que llevó a la tripulación a solicitar permiso a las autoridades tunecinas para ingresar a sus aguas territoriales. Se le permitió entrar al barco, pero el agua comenzó a entrar en el barco en el Golfo de Qabas y su sala de máquinas se llenó de agua y el barco comenzó a hundirse rápidamente. Al darse cuenta del peligro, la Guardia Costera tunecina escoltó a la tripulación en otro bote hasta un lugar seguro.